# Віщує перемогу
«Віщує перемогу» (рос. Предвещает победу) — український радянський чорно-білий художній фільм 1978 року режисера Валерія Сівака.
Фільм вийшов в прокат в УРСР у 1978 році з українським дубляжем від Кіностудії Довженка. Станом на 2020 український дубляж фільму досі не знайдено та не відновлено.

## Сюжет
Про перший ударний воскресник у травні 1921 року. Трудовому почину донбасівців щосили заважали всілякі контрреволюційні банди та шпигуни-шкідники з капіталістичних країн. Але вірні бійці повітового комітету партії зуміли вчасно зупинити анархію, хаос і на 150% виконати рішення губкому.

## У ролях
- Маргарита Криницина — Олександра Іванівна Безродна
- Анатолій Солоніцин — Віктор Вершинін
- Іван Гаврилюк — Власенко
- Всеволод Гаврилов — Кандауров
- Олександр Граве — Петро Андрійович Алтинников
- Віктор Мірошниченко — Горпенко
- Віктор Степаненко — Зайка
- Лев Перфілов — Йошка
- Любов Фрічак — Зінуля
- Микола Сектименко — Кашинцев
- Віктор Панченко — Ванечка
- Альберт Пєчніков — Серебровський
- Людмила Лобза — Тата
- Євген Мажуга — Рваний

## Знімальна група
- Режисер: Валерій Сівак
- Сценарист: Євген Онопрієнко
- Оператор: Геннадій Енгстрем
- Художники: Петро Максименко, Микола Поштаренко
- Звукорежисер: Анатолій Ковтун
- Композитор: Вадим Храпачов